# 에스테파니아 바니니
에스테파니아 로미나 바니니 루이스(스페인어: Estefanía Romina Banini Ruiz, 1990년 6월 21일 ~ )는 스페인 리가 F의 아틀레티코 마드리드 페메니노에서 공격수로 활약하고 있는 아르헨티나의 여자 축구 선수로 ‘여자 메시’(스페인어: Messi Féminine)라는 별칭으로 알려져 있으며 13년간 아르헨티나 여자 대표팀의 주축 공격수로 활약했다.

## 클럽 경력
2011년 프리메라 디비시온 데 푸트볼 페메니노 데 칠레의 명문팀인 콜로-콜로에 입단하여 2014년까지 4시즌을 뛰면서 팀의 리그 4연속 제패와 2012년 코파 리베르타도레스 페메니나 우승에 기여하면서 2013년과 2014년 2년 연속 칠레 여자 축구 리그 올해의 선수상에 이름을 올렸다.
4시즌 동안의 콜로-콜로에서의 생활을 마치고 2015년 미국으로 건너가 내셔널 위민스 사커 리그의 워싱턴 스피릿에 입단하여 2시즌 동안 19경기에서 5골을 넣은 후 2016년 스페인 프리메라 디비시온 페메니나의 발렌시아 CF 페메니노로 이적하였으나 2017년까지 21경기에서 단 4골에 그쳤다.
그리고 2017년 다시 워싱턴 스피릿으로 복귀하였으나 역시 21경기에서 2골 밖에 넣지 못한 채 결국 다시 스페인의 레반테 UD 페메니노로 임대 이적 후 2018-19 시즌 리그 3위에 기여했고 시즌 종료 후 완전 이적하여 2020-21 시즌까지 활동하며 팀의 3연속 리그 3위, 2020-21 코파 델 레이나 4강 진출 등에 기여한 뒤 2021-22 시즌을 앞두고 아틀레티코 마드리드 페메니노 이적을 확정지었다.

## 국가대표 경력
2010년 아르헨티나 여자 축구 국가대표팀에 처음 발탁된 이후 칠레 산티아고에서 개최된 2014년 남아메리카 게임에서 2골을 터뜨려 팀의 금메달 획득에 기여했다.
그리고 2010년 남미 여자 축구 선수권 대회부터 2018년 코파 아메리카 페메니나까지 3번의 대회에서 6골을 터뜨리면서 아르헨티나를 코파 아메리카 페메니나 3회 연속 4강으로 이끌었으며 프랑스에서 개최된 2019년 FIFA 여자 월드컵 본선에도 참가하여 아르헨티나의 여자 월드컵 사상 첫 승점에도 기여했다.